# Maria Cristina Luinetti
Maria Cristina Luinetti (Cesate, 22 marzo 1969 – Mogadiscio, 9 dicembre 1993) è stata un'infermiera e militare italiana.
Ha preso parte alla missione UNOSOM II in qualità di Infermiera Volontaria del Corpo Infermiere Volontarie della Croce Rossa Italiana; è caduta a Mogadiscio il 9 dicembre 1993 cercando di impedire ad un uomo armato di entrare nell'ospedale in cui l'infermiera prestava servizio. È ricordata per essere stata la prima donna italiana caduta in missione militare di pace all'estero.

## Biografia
Nata a Cesate (Milano) il 22 marzo 1969, nel 1991 si diploma infermiera volontaria a Saronno e, il 27 giugno 1992, è immatricolata nel Corpo delle Infermiere Volontarie con il grado di sottotenente Il 20 novembre 1993 è inviata a Mogadiscio, nel contesto della missione internazionale UNOSOM II volta a garantire aiuti umanitari e sicurezza alla popolazione somala, in una fase storica in cui la Somalia vive un periodo di profonda instabilità.

### La morte
Assegnata al Poliambulatorio Italia di Mogadiscio, il 9 dicembre 1993, mentre è in servizio con Sorella Renata Cotroneo, un uomo armato di due pistole, poi identificato in uno psicolabile, Mohamed Ali Musse, irrompe nel poliambulatorio e tiene sotto tiro le due infermiere e i pazienti. Nel tentativo di placare l'aggressore, Maria Cristina Luinetti è letalmente colpita da tre colpi.
Le sono state intitolate una scuola primaria a Cesate, una via a Mortara (PV), una piazza a Trofarello (TO) e un piazzale a Cesena. Le sono stati dedicati monumenti a Chiusi della Verna e a Saronno. Al centro militare della Cecchignola a Roma le è stato dedicato l'asilo nido.

## Riconoscimenti
- Medaglia d'oro alla memoria della Provincia di Milano (1993)
- Laurea honoris causa in medicina e chirurgia dall'Università di Bologna (1994)
- Premio speciale al volontariato, medaglia d'oro del Parlamento europeo (1994)
- Premio Rotary al merito civile (1994)[1]